# Donna Maria
Donna Maria é uma banda portuguesa criada por Miguel Majer (músico, produtor e compositor), com fortes influências de música electrónica e com recurso a instrumentos tradicionais, como a guitarra portuguesa ou o acordeão.

## História
Em janeiro de 2003, Miguel Majer convida Ricardo Santos e Marisa Pinto para um novo projecto de música portuguesa que tinha como pressuposto a exploração da portugalidade. De início a banda chamava-se "Azulejo Voador". A pouco tempo da edição do disco de estreia, o fundador da banda rebaptiza-a com o nome de Donna Maria.
Em 2004 é lançado o seu álbum de estreia, Tudo É Para Sempre, editado pela editora independente Difference Music, acompanhado com DVD.
Em 2005, Miguel Majer (autor) e Miguel Rebelo (compositor) recebem o prémio de "Melhor Música do Ano" na Gala da Central FM, como responsáveis da autoria da canção "Quase Perfeito".
Ainda nesse ano participam no álbum Amália Revisited, editado pela Difference, com uma versão do tema "Foi Deus".
No final do ano de 2007, saiu pela multinacional EMI, Música Para Ser Humano, o segundo álbum. Este trabalho, saiu a 3 de dezembro e conta com as participações de nomes como Rui Veloso, Luís Represas, Rão Kyao, Raquel Tavares ou Júlio Pereira.
Já em 2008 participam no Tributo a Carlos Paião, CD editado pela Farol, com a versão do tema "Vinho do Porto".
Os Donna Maria contribuíram para as banda sonoras das telenovelas como Ninguém Como Tu, Mundo Meu, Fala-me de Amor, Vila Faia, Flor do Mar ou Podia Acabar o Mundo.
Em 2009, a vocalista Marisa Pinto deixa a banda para dar início à sua carreira a solo. Depois de período de reflexão, os restantes elementos anunciam no blog da banda, que decidem continuar a carreira dos Donna Maria, prevendo um casting em 2010, para seleccionar nova voz.
Em maio de 2010, Patrícia Roque foi a escolhida pelo grupo como nova vocalista, depois de uma seleção que abrangeu um total de 40 vozes.
Em 2014 saiu o terceiro disco do grupo, Três.

## Discografia

### Álbuns de estúdio
- Tudo É Para Sempre (2004) (CD+DVD, Difference)[1]
- Música Para Ser Humano (2007) (CD, EMI)[3]
- Três (2014) (CD, Farol)

### Participações

#### Compilações
- Amália Revisited (2004) (CD, Difference) com a versão do tema "Foi Deus"[2]
- Novo Fado (2006) (CD, Difference) com o tema "Aqui Tão Perto de Ti"[2]
- Tributo a Carlos Paião (2008) (CD, Farol) com a versão do tema "Vinho do Porto"[5]

#### Bandas sonoras
- Ninguém Como Tu (2005) (Farol Música) com o tema "Quase Perfeito"[9]
- Mundo Meu (2005) com o tema "Estou Além"[10]
- Fala-me de Amor (2006) com o tema "Agora Já Tarde"[11]
- Vila Faia (2008) com o tema "Nós Nunca Somos Iguais"[12]
- Flor do Mar (2008) com o tema "Vinho do Porto"[13]
- Podia Acabar o Mundo (2008) com o tema "Sombra do Desejo"[14]
- Jardins Proibidos (2014) com o tema "Se te apanho)